# 司理星
司理星（24 Themis）是被發現的第24顆小行星，在主帶小行星中是較大的一顆，它也是司理星族成員中最大的。它於1853年4月5日被 安尼巴莱·德·加斯帕里斯發現，司理星的直径为198千米，质量 为5.75×1019千克，公转周期为2022.524天。之後被命名為泰美斯，這是希臘神話自然法則中擬人化的神，以維持神間的秩序。
在2009年10月7日，使用NASA的紅外線望遠鏡證實這顆小行星的表面有水冰存在，它的表面完全被冰覆蓋住。當這些冰昇華之後，表面下的冰可能就會補充上來。在表面上還檢測到有機化合物，包括多環芳香烴、
CH2和CH3。
對司理星的水採用了另一種與太陽風在月球表面形成水相似的機制來解釋。太陽風中高能量的質不斷的撞擊小行星表面含有氧的礦物，會產生可以察覺出來的水，表面的羥基群(O-H)在質子(H+)和氧原子的撞擊下在表面形成的氧化物(S=O)可以進一步的轉化成為水分子(H2O)吸附在氧化物的表面上。重新整理在氧化物表面假設的化學程序，可以寫成下面的公式：
2 S-OH → S=O + S + H2O
或

2 S-OH → S–O–S + H2O

此處S代表氧化物的表面（页面存档备份，存于）。

## 外部連結
- Orbital simulation （页面存档备份，存于） from JPL (Java) / Ephemeris（页面存档备份，存于）
- Asteroid Themis has 'frosted surface'（页面存档备份，存于）

| 前一小行星： (23)司劇星 | 小行星列表 | 後一小行星： (25)福后星 |